# Christiane Sadlo
Christiane Sadlo, nota anche con lo pseudonimo di Inga Lindström (Ravensburg, 25 gennaio 1954), è una sceneggiatrice, scrittrice e giornalista tedesca.

## Biografia
Sceneggiatrice attiva in campo televisivo, con lo pseudonimo Inga Lindström ha firmato le sceneggiature dei film TV del ciclo omonimo, in onda dal 2003. Ha inoltre firmato le sceneggiature di una dozzina di film (tratti dai romanzi di Rosamunde Pilcher) e le sceneggiature di vari episodi di serie televisive, tra le quali Un dottore tra le nuvole, Circle of Life.

## Filmografia parziale
- L'amore che non sai – serie TV (1992)
- Wo das Herz zu Hause ist – film TV (1993)
- Verliebt, verlobt, verheiratet – serie TV (1994)
- Ich liebe den Mann meiner Tochter – film TV (1995)
- Un dottore tra le nuvole (Der Bergdoktor) – serie TV, 14 episodi (1994-1997)
- In aller Freundschaft – serie TV, 5 episodi (1999)
- Der Zauber des Rosengartens – film TV (2000)
- Das Herz des Priesters – film TV (2000)
- Ein Geschenk der Liebe – film TV (2001)
- Liebe unter weißen Segeln – film TV (2001)
- Das Geheimnis der Mittsommernacht – film TV (2001)
- Inga Lindström - Sehnsucht nach Marielund – film TV (2003)
- Inga Lindström - Begegnung am Meer – film TV (2003)
- Inga Lindström - Wind über den Schären – film TV (2003)
- Circle of Life – serie TV, 28+ episodi (2004-...)
- Inga Lindström - Die Farm am Mälarsee – film TV (2004)
- Inga Lindström - Inselsommer – film TV (2004)
- Rosamunde Pilcher - Federn im Wind – film TV (2004)
- Inga Lindström - Entscheidung am Fluss – film TV (2004)
- Inga Lindström - Mittsommerliebe – film TV (2005)
- Inga Lindström - Der Weg zu dir – film TV (2005)
- Rosamunde Pilcher - Vermächtnis der Liebe – film TV (2005)
- Un amore sul lago di Garda (Eine Liebe am Gardasee) – serie TV, 2 episodi (2006)
- Hilfe, meine Tochter heiratet – film TV (2006)
- Rosamunde Pilcher - Und plötzlich war es Liebe – film TV (2006)
- Inga Lindström - Giorni d'estate sul lago Lilja (Inga Lindström - Sommertage am Lilja-See) – film TV (2007)
- Die Gipfelstürmerin – film TV (2007)
- Innamorarsi a Verona – film TV (2007)
- Inga Lindström - Emma Svennson e l'amore – film TV (2007)
- Inga Lindström - I cavalli di Monte Caterina (Inga Lindström - Die Pferde von Katarinaberg) – film TV (2007)
- Rosamunde Pilcher - Melodie der Liebe – film TV (2008)
- Inga Lindström - Un'estate a Norrsunda (Inga Lindström - Sommer in Norrsunda) – film TV (2008)
- Inga Lindström - La festa di Hanna (Inga Lindström - Hannas Fest) – film TV (2008)
- Inga Lindström - L'eredità di Granlunda (Inga Lindström - Der Erbe von Granlunda) – film TV (2009)
- Barbara Wood - Karibisches Geheimnis – film TV (2009)
- Sissi – film TV (2009)
- Inga Lindström - Luna d'estate (Inga Lindström - Sommermond) – film TV (2009)
- Inga Lindström - Il cuore di mio padre (Inga Lindström - Das Herz meines Vaters) – film TV (2009)
- Das dunkle Haus – film TV (2011)
- Wilde Wellen - Nichts bleibt verborgen – serie TV, 4 episodi (2011)
- Inga Lindström - Scelte affrettate (Inga Lindström - Die Hochzeit Meines Mannes) – film TV (2011)
- Inga Lindström - Frederiks Schuld – film TV (2011)
- Inga Lindström - Fuga dal passato (Inga Lindström - Ein Lied für Solveig) – film TV (2012)
- Inga Lindström - Cuore di ghiaccio – film TV (2013)
- Inga Lindström - Il segreto del castello – film TV (2013)
- Inga Lindström - Una scintilla d'amore – film TV (2013)
- Inga Lindström - Il sogno di Elin – film TV (2014)
- Inga Lindström - Ricomincio da te – film TV (2014)
- Inga Lindström - Nella tua vita– film TV (2015)
- Inga Lindstrom - Le nozze di Greta – film TV (2016)
- Inga Lindström - Una blogger in cucina – film TV (2017)
- Inga Lindström - Una sorpresa dal passato – film TV (2017)
- Inga Lindström: L'altra figlia – film TV (2018)
- Inga Lindström - Screzi d'amore – film TV (2018)
- Inga Lindström - Il ritorno di Ellen – film TV (2019)
- Inga Lindström - Benvenuta a Soderholm – film TV (2019)
- Inga Lindström - Il faro di Hillasund – film TV (2021)
- Inga Lindström - Sven, amore mio – film TV (2021)
- Inga Lindström - Musica di un amore antico – film TV (2021)
- Inga Lindström - La casa delle farfalle – film TV (2022)

## Opere letterarie
- Sehnsuchtsland (2004)
- Mittsommerzauber (2004)
- Sommernachtsklänge (2004)
- Das Haus auf den Schären (2007)
- Nordlichtträume (2009)
- Schärenglück (2010)
- Wiedersehen im Sehnsuchtsland (2011)
- Wilde Wellen (2011)
- Wind über den Schären (2012)
- Das Jahr der Kraniche (2013)